# Official Live: 101 Proof
Official Live: 101 Proof è il primo album dal vivo del gruppo musicale Pantera, pubblicato nel 1997.
Oltre a due tracce inedite (Where You Come From e I Can't Hide), contiene tutti i più grandi successi della band texana suonati dal vivo. La traccia Dom/Hollow è un medley delle canzoni Domination e Hollow, mentre la versione dal vivo di Fucking Hostile è qui rinominata Hostile.

## Tracce
1. New Level – 4:24
2. Walk – 5:50
3. Becoming – 3:59
4. 5 Minutes Alone – 5:36
5. Sandblasted Skin – 4:29
6. Suicide Note, Pt. 2 – 4:20
7. War Nerve – 5:21
8. Strength Beyond Strength – 3:37
9. Dom/Hollow – 3:43
10. This Love – 6:57
11. I'm Broken – 4:27
12. Cowboys from Hell – 4:35
13. Cemetery Gates – 7:53
14. Hostile – 3:56
15. Where You Come From – 5:11
16. I Can't Hide – 2:16

## Formazione
- Phil Anselmo - voce
- Dimebag Darrell - chitarra, cori
- Rex Brown - basso, cori
- Vinnie Paul - batteria

## Classifiche
| Classifica (1997) | Posizione massima |
| ----------------- | ----------------- |
| Australia         | 19                |
| Austria           | 46                |
| Canada            | 42                |
| Finlandia         | 16                |
| Francia           | 24                |
| Germania          | 84                |
| Norvegia          | 36                |
| Nuova Zelanda     | 19                |
| Paesi Bassi       | 59                |
| Regno Unito       | 54                |
| Stati Uniti       | 15                |
| Svezia            | 32                |